# 1985年の宝塚歌劇公演一覧
本項目では、1985年の宝塚歌劇公演一覧（1985ねんのたからづかかげきこうえんいちらん）について示す。

## 宝塚大劇場公演
（）内は、作者または演出者名。参考資料は90年史。

### 雪組
- 1月1日 - 2月12日
  - 『花夢幻』（花柳寿楽、酒井澄夫　演出）
  - 『はばたけ黄金の翼よ』（阿古健　脚本・演出）

### 星組
- 2月15日 - 3月26日
  - 『哀しみのコルドバ』（柴田侑宏）
  - 『ルミエール』（三木章雄）

### 花組
- 3月28日 - 5月7日
  - 『愛あれば命は永遠に<ナポレオンとジョセフィーヌ>』（植田紳爾）

### 月組
- 5月10日 - 6月25日
  - 『二都物語』（太田哲則　脚本・演出）
  - 『ヒート・ウエーブ』（横澤英雄）

### 雪組
- 6月28日 - 8月6日
  - 『愛のカレードスコープ』（植田紳爾）
  - 『アンド・ナウ!』（三木章雄）

### 星組
- 8月8日 - 9月17日
  - 『西海に花散れど』（菅沼潤）
  - 『ザ・レビューIII』（酒井澄夫）

### 花組
- 9月20日 - 11月5日
  - 『テンダー・グリーン』（正塚晴彦）
  - 『アンドロジェニー -麗しき乙女たち-』（岡田敬二）

### 月組
- 11月8日 - 12月17日
  - 『ときめきの花の伝説』（柴田侑宏　脚本・演出）
  - 『ザ・スイング』（村上信夫）

## 東京宝塚劇場公演
（）内は、作者または演出者名。参考資料は90年史。

### 月組
- 3月3日 - 3月31日
  - 『ガイズ&ドールズ』（酒井澄夫　脚色・演出）

### 雪組
- 4月4日 - 4月29日
  - 『花夢幻』（花柳寿楽、酒井澄夫　演出）
  - 『はばたけ黄金の翼よ』（阿古健　脚本・演出）

### 星組
- 6月4日 - 6月30日
  - 『哀しみのコルドバ』（柴田侑宏）
  - 『ルミエール』（三木章雄）

### 花組
- 7月4日 - 7月30日
  - 『愛あれば命は永遠に<ナポレオンとジョセフィーヌ>』（植田紳爾）

### 月組
- 8月3日 - 8月31日
  - 『二都物語』（太田哲則　脚本・演出）
  - 『ヒート・ウェーブ』（横澤英雄）

### 雪組
- 11月3日 - 11月27日
  - 『愛のカレードスコープ』（植田紳爾）
  - 『アンド・ナウ!』（三木章雄）

### 星組
- 12月1日 - 12月27日
  - 『西海に花散れど』（菅沼潤）
  - 『ザ・レビューIII』（酒井澄夫）

## 宝塚バウホール公演
（）内は、作者または演出者名。参考資料は90年史。

### 月組
- 1月3日 - 1月20日
  - 『ハッピー・エンジェル』（横澤英雄）

- 1月26日 - 2月7日
  - 『愛・・・ただ愛』（大関弘政）

### 雪組
- 2月28日 - 3月11日
  - 『フロムハート物語』（草野旦）

### 星組
- 4月20日 - 5月6日
  - 『オール・フォー・ラブ』（岡田敬二）

### 専科・花組
- 5月18日 - 5月27日
  - 『榛名由梨ゴールデンタイムⅡ』（小原弘稔　構成・演出、正塚晴彦　演出）

### 雪組
- 8月24日 - 9月3日
  - 『黒いチューリップ』（大関弘政　脚本・演出）

### 月組
- 9月21日 - 10月3日
  - 『スウィート・リトル・ロックンロール』（中村暁　脚本・演出）

### 星組
- 10月19日 - 11月4日
  - 『カール・ハインリッヒの青春』（阿古健　脚本・演出）

## その他の日本公演
（）内は、作者または演出者名。参考資料は90年史。

### 花組
- 2月2日 - 2月11日　名古屋・中日劇場
  - 『名探偵はひとりぼっち』（大関弘政）
  - 『ラ・ラ・フローラ』（横澤英雄）

### 星組
- 4月14日 - 4月30日　大津、郡山、仙台、伊勢崎、千葉、黒磯、浦和、秦野、奈良、丹後、舞鶴、福井
  - 『我が愛は山の彼方に』（植田紳爾）
  - 『ラブ・エキスプレス』（酒井澄夫）

- 5月2日 - 5月6日　福岡市民会館
  - 『我が愛は山の彼方に』（植田紳爾）
  - 『ラブ・エキスプレス』（酒井澄夫）

### 雪組
- 9月3日 - 9月24日　新潟、前橋、金沢、松任、鯖江、甲府、昭島、瀬戸、静岡、豊田、刈谷、町田、浜松、武蔵村山、仙台、習志野、調布
  - 『はばたけ黄金の翼よ』（阿古健）
  - 『フル・ビート』（岡田敬二）

### 月組・特別
- 9月23日 - 9月26日　東京五反田・ゆうぽうと簡易保険ホール
  - 『南太平洋』（村上信夫　脚色・演出）

- 9月27日・28日　名古屋・愛知文化講堂
  - 『南太平洋』（村上信夫　脚色・演出）

### 星組
- 10月12日 - 11月4日　岡山、広島、鳴門、四日市、西尾、松阪、一宮、相模原、真岡、深川、旭川、滝川、札幌、函館、苫小牧、静内
  - 『我が愛は山の彼方に』（植田紳爾）
  - 『ラブ・エキスプレス』（酒井澄夫）

## 第5回ハワイ公演
参考資料は80年史。
- 1985年6月9日大阪国際空港出発、6月20日大阪国際空港帰着

公演日と公演地
- 6月12日 - 6月16日　ホノルル（NBCコンサートホール）

演目
第1部：『ジャパン・ファンタジー』（日本もの）（構成・演出：小原弘稔）
第2部：『ドリーム・オブ・タカラヅカ』（洋もの）（構成・演出：小原弘稔）
スタッフ
- 団長：荒木義男
- マネージャー：田中拓助
- 演出：小原弘稔　ほか

計17人。
参加生徒
- 松本悠里
- 但馬久美
- 宝純子
- 高汐巴
- 真汐ちなみ
- 麻里光
- 大浦みずき
- 月丘千景
- 磯野千尋
- 若葉ひろみ

- あごう沙知
- 朝香じゅん
- 瀬川佳英
- 詩季なな帆
- 涼美緒
- 梓のぼる
- 青柳有紀
- 翼悠貴
- ひびき美都
- 幸和希

- 弦さやか
- 御織ゆみ乃
- 星邑礼緒
- 秋篠美帆
- 由梨かおる
- 春野亜里沙
- 春野亜衣梨
- 彩景じゅん
- 梢真奈美
- 峰丘奈知

- 安寿ミラ
- 大空希望
- 伊織なつ那
- 水原環
- 三矢直生
- 舵一星
- 真矢みき
- 鏡ちとせ
- 南海里
- 友麻夏希

（40人）

## 催し物
- 第27回宝塚ミラーボール『TMP音楽祭』「ブロードウェイにようこそ」

【主な出演者】
- (専科) 榛名由梨・明日香都・矢代鴻
- (花組) 高汐巴・若葉ひろみ・大浦みずき・麻里光・朝香じゅん・瀬川佳英・幸和希・秋篠美帆・峰丘奈知・水原環・真矢みき
- (月組) 大地真央・黒木瞳・剣幸・火の鳥美奈・新千ひろ・桐さと実・常盤幸子・旺なつき・郷真由加・仁科有理・春風ひとみ・こだま愛・涼風真世・朝凪鈴
- (雪組) 麻実れい・平みち・北斗ひかる・箙かおる・美風りざ・草笛雅子・杜けあき・立原かえ・毬谷友子・一路万輝
- (星組) 峰さを理・湖条れいか・南風まい・日向薫・紫城いずみ・ありす未来・紫苑ゆう・花愛望都・洲悠花・三城礼・毬藻えり